# Lorenzo De Ferrari

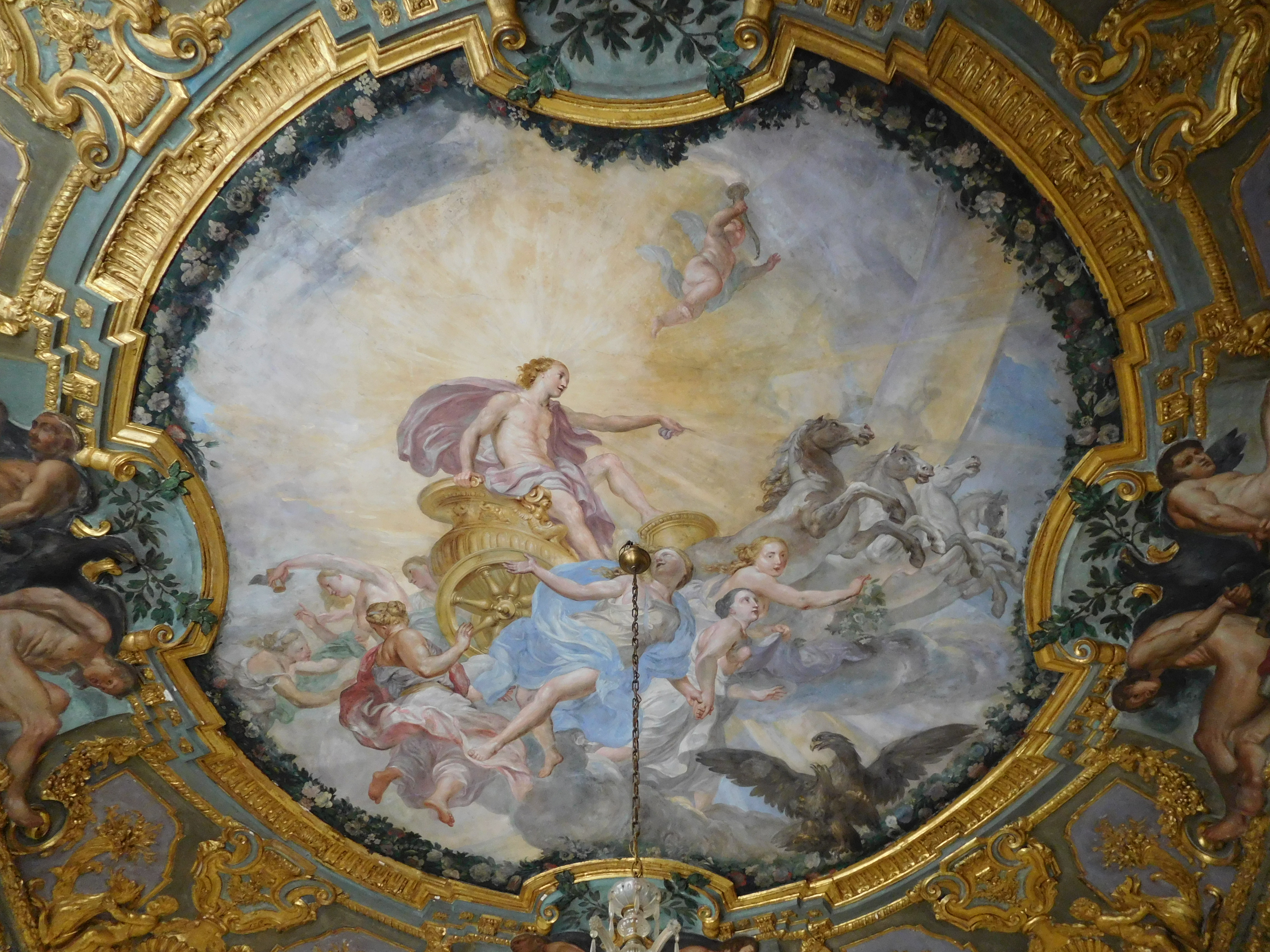
Lorenzo De Ferrari: Der Wagen der Sonne, ca. 1736–38, Deckenfresko im Palazzo Agostino Spinola (oder Palazzo Doria De Ferrari), Genua

Lorenzo De Ferrari, auch „Abate De Ferrari“ genannt, (* (getauft) am 14. November 1680 in Genua; † 28. Juli 1744 ebenda) war ein italienischer Maler und Freskant des Spätbarock aus der Genueser Schule. Er stammte aus einer berühmten Künstlerfamilie.

## Leben
Er war der Sohn des berühmten Genueser Malers Gregorio De Ferrari und der Margherita Piola und war mütterlicherseits ein Enkel des ebenfalls berühmten Domenico Piola und Neffe von Paolo Gerolamo Piola.
Neben einer humanistischen Ausbildung erlernte Lorenzo die Malerei bei seinem Vater, der ihn nicht nur auf der Grundlage seiner eigenen Werke ausbildete, sondern auch in die Genueser Palazzi Balbi und Durazzo mitnahm, wo Lorenzo Gemälde großer Meister, wie besonders Anthonis van Dyck und Guido Reni, kopierte (Soprani-Ratti, 1769, S. 264).
Im Jahr 1700 soll er an dem Wettbewerb für die Dekoration der Sala del Maggior Consiglio im Palazzo Ducale von Genua teilgenommen haben, aus der jedoch Marcantonio Franceschini als Gewinner hervorging. Zwei heute zur Sammlung der Accademia Ligustica in Genua (Inventar-Nr. 97 und 98) gehörende Entwürfe wurden jedoch von verschiedenen Autoren nicht nur Lorenzo De Ferrari, sondern auch Domenico Piola oder allgemein der „Casa Piola“ zugeschrieben.

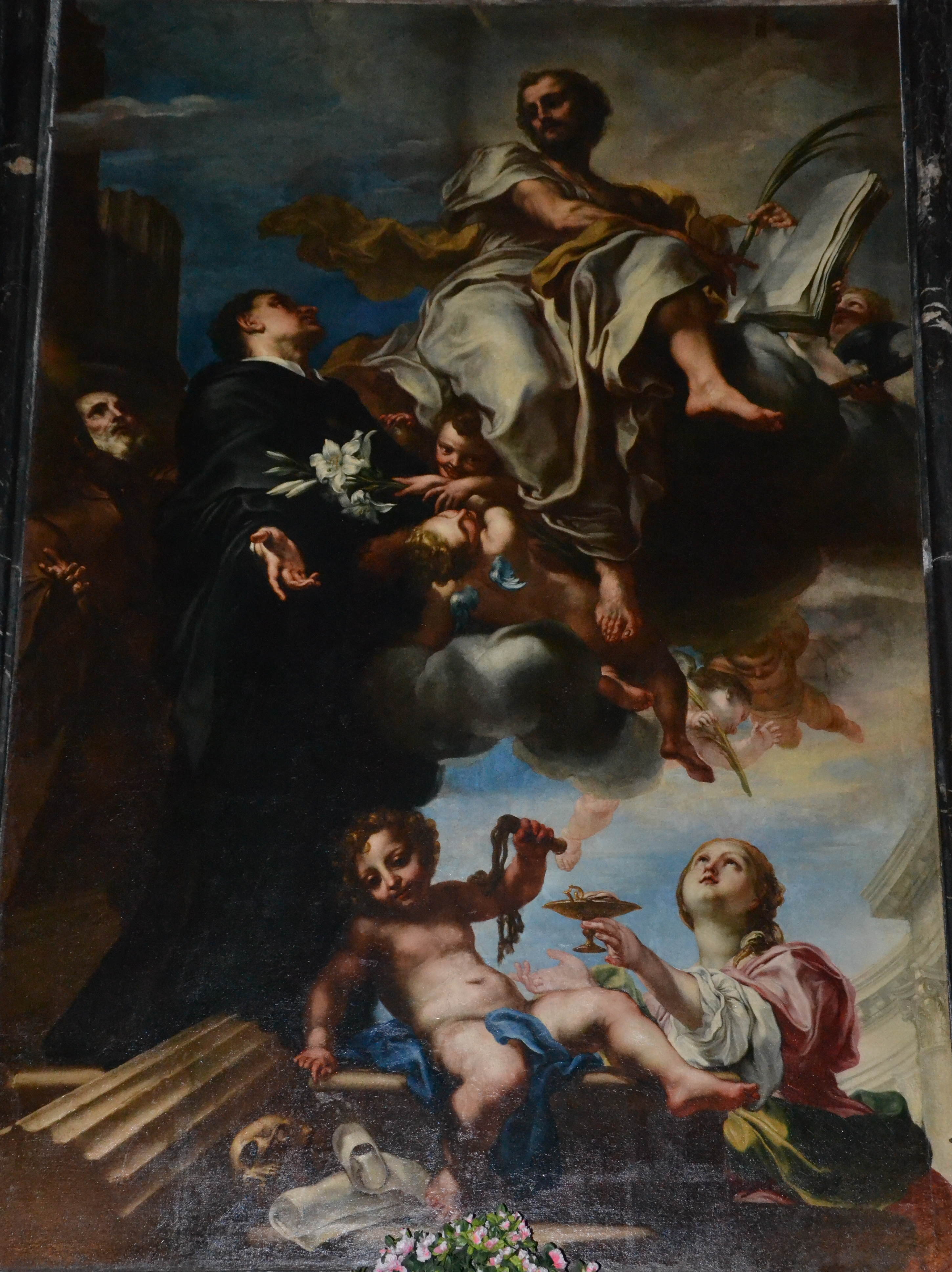
Die Heiligen Nikolaus von Tolentino, Lucia und Matthäus, Chiesa di Santa Croce, Genua (um 1715–20 ?)

Dass Lorenzo bis zum Tode seines Vaters im Jahr 1726 als dessen Gehilfe und Mitarbeiter eng mit diesem zusammenarbeitete, prägte seine eigene Malerei zutiefst, so dass es bei einer ganzen Reihe von Werken, die nicht eindeutig signiert oder anderweitig dokumentiert sind, Zuschreibungsprobleme gibt. Zu diesen schwer definierbaren Werken gehören unter anderem das Bild Echo und Narciss in den Sammlungen der Cassa di risparmio di Genova e Imperia (Genua) und auch die sieben Leinwände mit Geschichten des Herkules, die sich einst im Palazzo Cattaneo Adorno in Genua befanden und auf die Zeit zwischen 1715 und 1726 datiert werden.
Im gleichen Zeitraum arbeitete Lorenzo zusammen mit Gregorio und unter dessen Leitung an der Freskendekoration der Kirche Santa Croce in Genua, wobei es unter den Fachleuten keine Einigkeit gibt, welche Teile eindeutig der Hand Lorenzos zuzuschreiben sind; das Altarbild mit den Heiligen Nikolaus, Matthäus und Lucia in derselben Kirche schuf Lorenzo offenbar alleine.
Ein eindeutig eigenes Werk Lorenzos ist eine Vorzeichnung zu einem Kupferstich mit einer Allegorie zu Ehren des Dogen Lorenzo Centurione, die 1717 mit der Signatur „Laurentius de Ferrariis inven. et delin.“ von dem Prager Kupferstecher M. J. Limpach veröffentlicht wurde (Rom, Gabinetto nazionale delle stampe, Nr. 5823).
Etwa zu Beginn der 1720er Jahre arbeitete Lorenzo De Ferrari auch mit seinem Onkel Paolo Gerolamo Piola zusammen am Freskendekor in der Genueser Kirche Santa Marta und musste nach dessen Tode im Jahr 1724 das Werk allein fertigstellen.
Ein mythologisches Deckenfresko Lorenzos in einer kleinen Galerie im Palazzo Pallavicini Podestà (Genua, via Garibaldi) entstand wahrscheinlich um 1720 und ist noch stark von Gregorios Stil beeinflusst, während es zu den Stuckaturen eine Vorzeichnung von Paolo Gerolamo Piola gibt.

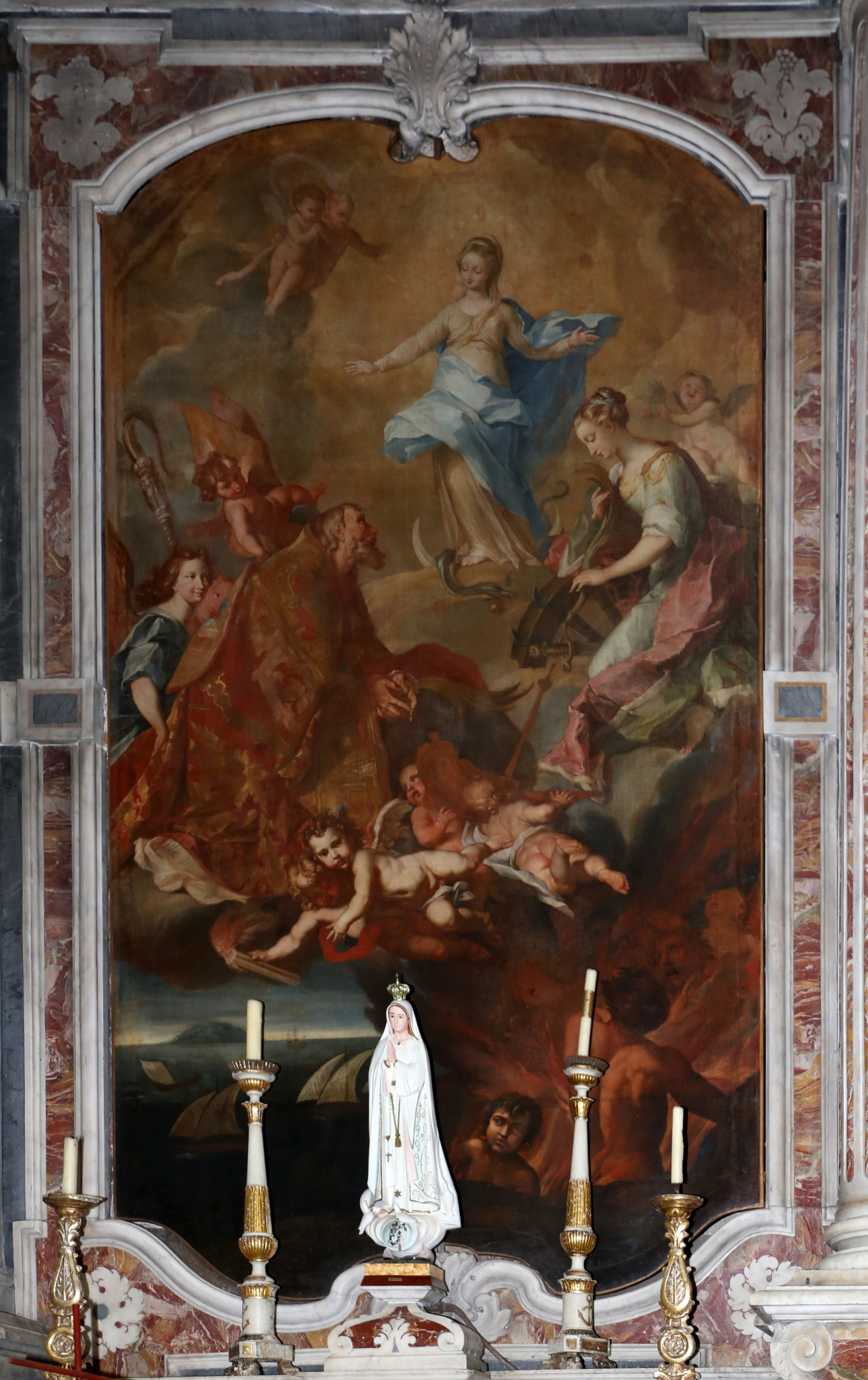
Lorenzo De Ferrari: Die Heiligen Erasmus und Katharina zu Füßen der Immacolata, Église Saint-Jean-Baptiste, Bastia (1730–40)

Im Todesjahr seines Vaters erhielt er den Auftrag für Festdekorationen in der Chiesa del Gesù in Genua anlässlich der Feiern zur Kanonisation der Heiligen Luigi Gonzaga und Stanislaus Kostka, die am 13. November 1726 stattfanden (Soprani-Ratti, 1769, S. 270).
De Ferrari schmückte mit seinen Fresken und Ölgemälden viele Paläste und Kirchen in Genua. In der Chiesa del Gesù malte er Fresken in vier kleinen Kuppeln der Seitenschiffe.
Zu den typischen Merkmalen seiner Reife gehört die klare Zeichnung seiner Figuren (Newcome, 1978, S. 62 f), jedoch löste er sich auch nach dem Tode seines Vaters stilistisch nur langsam von dessen Vorbild. Beispiele dafür sind Lorenzos Jungfrau mit Kind und Heiligen in der Gemeindekirche (Parrocchiale) in Tosse – die eindeutig als sein Werk dokumentiert ist und Ende der 1720er Jahre entstand –, sowie eine Himmelfahrt Mariä (Assunzione della gloriosissima Vergine al Cielo), die er etwa zur selben Zeit für die Sala dei Sindacatori straordinari im Palazzo Ducale von Genua malte und die heute zu den Sammlungen des städtischen Museums Genua im Palazzo Luca Grimaldi („Palazzo Bianco“) gehört.
Eigenständig ist dann schließlich Lorenzo De Ferraris um 1730 entstandener Freskendekor mit dem Deckengemälde Prometheus belebt eine Statue und mehreren Grisaillen in einem Salon des Palazzo Brignole Durazzo in Genua. Bereits Ratti (1769, S. 264) bemerkte, dass er hier in einem neuen Stil („una nuova maniera“) arbeitete, der sich vom väterlichen Vorbild entfernte. Ähnliches gilt für sein Deckenfresko Venus überreicht Aeneas die Waffen, das er um 1730–34 in der Casa Sauli malte (heute im Palazzo Gardella, Genua).
Lorenzo De Ferrari war nie verheiratet, stattdessen soll er laut Ratti „im ewigen Zölibat“ gelebt und immer das Gewand eines Klerikers getragen haben und wurde daher auch „Abate De Ferrari“ genannt (Soprani-Ratti, 1769, S. 271).
1734 reiste der mittlerweile 54-Jährige für etwa zwei Monate nach Rom (Soprani-Ratti, 1769, S. 268). Wie seine spätere Entwicklung zeigt, muss er sich dort besonders mit der klassizistischen Tradition nach Guido Reni, Domenichino und Maratta auseinandergesetzt haben, und er besuchte auch die Maler Sebastiano Conca, Marco Benefial und Masucci. Auf der Rückreise über Florenz versuchte Gabburri ihn zu überreden, sich in der dortigen Accademia del disegno einzuschreiben.

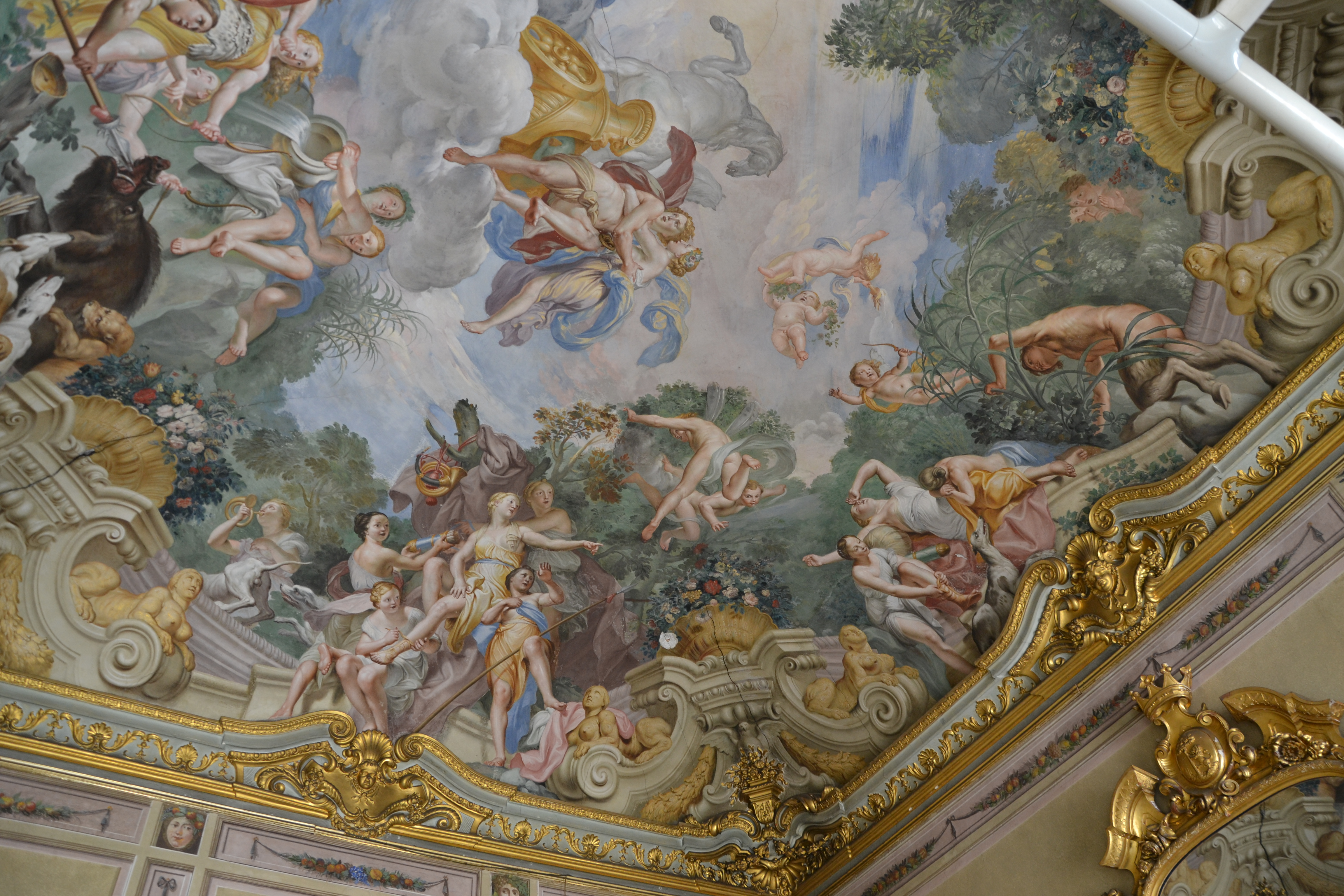
Deckenfresko im Palazzo Luca Grimaldi, Genua (nach 1734)

Direkt nach seiner Rückkehr nach Genua schuf er in der Kirche San Sebastiano eine Himmelfahrt Mariä inmitten von Engeln, die sowohl von Ratti (1769, S. 269) als auch von Alizeri (II, 1847, S. 668) besonders gelobt wurde, aber die 1872 beim Abriss der Kirche verloren ging.
Als ein Meisterwerk gilt De Ferraris Altarbild Madonna mit Stanislaus Kostka und Francesco Borgia in der Kathedrale San Lorenzo von Genua, das er wahrscheinlich nach 1734 malte.
In den folgenden Jahren schuf er Deckenfresken und andere Dekorationen im Palazzo Spinola di Pellicceria, im Palazzo Durazzo, im Palazzo Saluzzo-Granello (1736) und im Palazzo Doria (bis 1738).
Nach und nach machte sich in seiner Malerei ein immer stärkerer rationaler, klassizistischer Einfluss bemerkbar, der vor allem seinem Romaufenthalt zugeschrieben wird: Ist in seinen Fresken (nach 1734) im Palazzo Grimaldi in Genua noch eine Mischung aus den väterlichen (irrationalen) und klassizistischen Tendenzen zu erkennen, so sehen manche Autoren (wie Gavazza) in einigen Werken seiner Spätphase ein „monotones und mechanisches“ Nachahmen römischer Vorbilder. Als ein Beispiel dafür gilt seine Madonna mit Engeln und Heiligen für die Genueser Kirche Santa Maria della Visitazione (heute im Depot des Palazzo Bianco), die allerdings von Ratti (1769, S. 266) als eines der Meisterwerke von Lorenzo De Ferrari angesehen wurde.

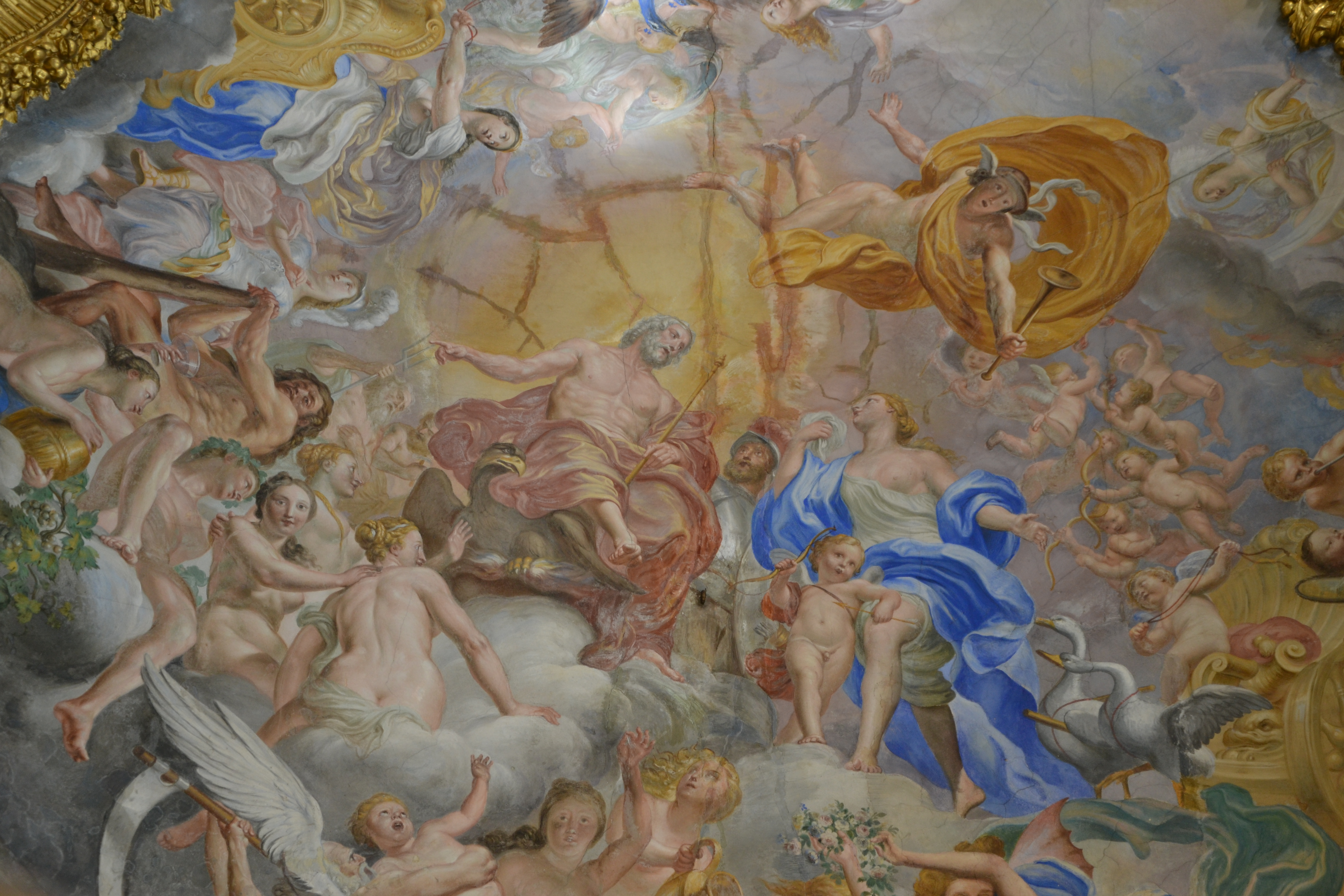
Lorenzo De Ferrari: Der Olymp, Deckenfresko in der Galleria dorata des Palazzo Tobia Pallavicino, Genua (1743–44)

1736 schuf er prächtige Festdekorationen für die Kanonisation von Caterina Fieschi Adorno, die in der Kathedrale San Lorenzo von Papst Clemens XII. zelebriert wurde. Auch zur Seligsprechung von Alessandro Sauli, die man 1741 in der Kirche Santa Maria di Carignano feierte, sorgte Lorenzo De Ferrari für die temporären Dekorationen, die aus 12 Bildern in Tempera „mit den vier Kardinaltugenden und acht Wundern der Apostel“ sowie weiteren 16 Bildern bestanden. Von diesen Werken ist heute wahrscheinlich nichts mehr erhalten.
Seiner letzten Schaffensphase werden einige Dekorationen im Palazzo Ridolfo e Giovanni Francesco Brignole Sale (Palazzo Rosso) zugeordnet, in denen er bereits ganz einem kühlen und „korrekten“ Klassizismus folgt.
Als Lorenzo De Ferraris letztes und eins seiner bekanntesten Werke gilt die französisch beeinflusste Dekoration der Galerie des Palazzo Carrega-Cataldi (heute: Camera di commercio) in Genua, mit dem Deckengemälde Der Olymp und an den Wänden Tondi und Lünetten mit Geschichten des Aeneas. De Ferrari entwarf auch den Stuckdekor und malte die Kapelle aus.
Der 64-jährige Maler erkrankte 1744 ganz plötzlich und starb nach 40 Tagen am 28. Juli ohne Nachkommen. Er wurde in der Jesuitenkirche in Genua bestattet.

## Werke (Auswahl)

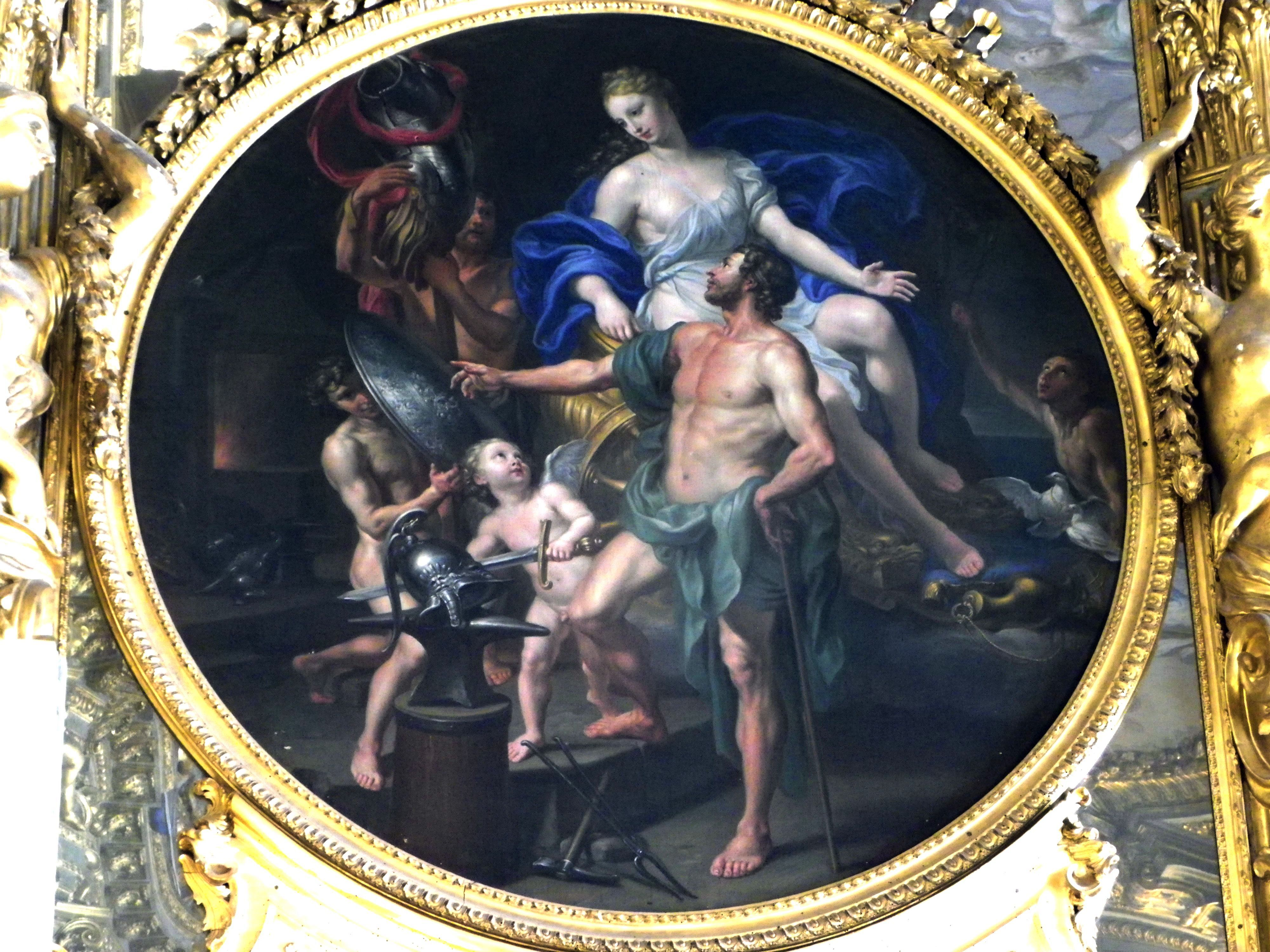
Vulkan schmiedet die Waffen für Aeneas, Öl auf Leinwand, Galleria dorata des Palazzo Carrega Cataldi, Genua (1743–44)

- Tobias und der Engel, Palazzo Bianco, Genua (Lorenzo De Ferrari zugeschrieben; aus der Produktion der Casa Piola)
- Dekoration der Kirche Santa Croce, 1715–26, Genua (gemeinsam mit Gregorio De Ferrari)
- Altarbild Die Hl. Nikolaus, Mathäus und Lucia, Santa Croce, Genua
- Freskendekor in Santa Marta, ca. 1720 bis 1725, Genua (zusammen mit Paolo Gerolamo Piola, nach 1724 fertiggestellt von L. De Ferrari)
- Madonna mit den Hl. Biagio und Francesco di Sales, um 1725 ?, Chiesa di San Michele a Celle, Savona
- Die Jungfrau mit Kind und Heiligen, Ende 1720er Jahre, Gemeindekirche (Parrocchiale), Tosse
- Rosenkranzmadonna, Ende 1720er Jahre (ehemals in der Kirche Nostra Signora del Rifugio, Genua) Convento delle Brignoline, Genua
- Madonna in Glorie bzw. Himmelfahrt Mariä („Assunzione della gloriosissima Vergine al Cielo“), Ende 1720er Jahre, (urspr. für die Sala dei Sindacatori straordinari im Palazzo reale (ducale) von Genua) im Depot im Palazzo Bianco, Genua
- Fresken in vier kleinen Kuppeln der Seitenschiffe in der Chiesa del Gesù, Genua
- Deckenfresko Prometeus belebt eine Statue und Grisaillen, um 1730, Palazzo Brignole Durazzo, Genua
- Deckenfresko Venus überreicht Aeneas die Waffen, um 1730–34, (urspr. für die Casa Sauli) heute im Palazzo Gardella, Genua
- mythologische Fresken und Grisaillen (monocromi) in der Galerie des Palazzo Durazzo, Genua (ca. 1734)
- Fresken (Die Gerechtigkeit ehrt die Künste und Die Jagd der Diana), nach 1734,  Palazzo Grimaldi, Genua
- Madonna mit Engeln und Heiligen, nach 1734, (urspr. für Santa Maria della Visitazione, Genua) im Depot des Palazzo Bianco, Genua
- Die hl. Anna, die Jungfrau und andere Heilige, nach 1734, Kirche San Carlo, Genua
- Madonna mit Stanislaus Kostka und Francesco Borgia, nach 1734, Kathedrale San Lorenzo, Genua
- Pluto und Proserpina, Ankunft des Aeneas am Ufer von Latium und Vulkan reicht Aeneas die Waffen, 1735–36, ehemals im Palazzo Saluzzo-Granello, Genua (nach dem 2. Weltkrieg verschwunden)
- Jakob hebt den Stein vom Brunnen, ca. 1735–36, Privatsammlung, Genua
- Triumph des Amor, Deckenfresko Die siegreiche Tapferkeit und Grisaillen mit Leben des Achill, nach 1734 ?, im Palazzo Spinola di Pellicceria, Genua
- Deckenfresken (Der Wagen der Sonne, Die Nacht) und andere Dekorationen (Leben der Diana, Allegorien der Elemente, Tugenden u. a.), vor Januar 1738, Palazzo Doria, Genua
- Die Tapferkeit und Grisaillen, Palazzo Rosso (ehem.: Palazzo Brignole-Durazzo), Genua
- Episoden aus der Geschichte Roms, Palazzo Rosso, Genua
- Dekorationen (Der Olymp und Geschichten des Aeneas) in der Galerie des Palazzo Carrega-Cataldi (Camera di commercio), Genua

Es sind außerdem zahlreiche Zeichnungen und Entwürfe für Dekorationen in diversen Sammlungen erhalten.